# 오쿠보촌 (사이타마현)
오쿠보촌(大久保村)은 사이타마현 기타아다치군에 1892년부터 1955년까지 존재했던 촌이다. 현재의 사이타마시 사쿠라구에 해당한다.

## 지리
현재의 사이타마시 사쿠라구의 북부에 해당하는 충적평야에 위치하며, 1889년 9개의 마을이 합병되어 출범했다. 이 9개의 옛 촌의 이름은 이후에도大字로 계승되어 현재도 사이타마시 사쿠라구 내의 마을 지역명(우에타다니령 재가는 '재가', 우에타다니령 영가는 '오쿠보영가'로 각각 변경되어 있다)으로 사용되고 있다. 

## 역사
- 1889년 4월 1일 - 정촌제 시행에 수반해 기타아다치군 오쿠보촌이 성립하였다.
- 1955년 1월 1일 - 쓰치아이촌과 함께 우라와시에 편입해, 오쿠보촌은 소멸하였다.
- 2003년 4월 1일 - 사이타마시가 정령지정도시로 승격에 따라 구 오쿠보촌은 사쿠라구가 되었다.

## 참고문헌
- 「角川日本地名大辞典」編纂委員会『角川日本地名大辞典 11 埼玉県』角川書店、1980年7月8日、93頁。ISBN 4040011104。